# Noordin Mohammed Top
Noordin Mohammed Top, ook bekend als Noordin Muh Top, Noordin Mat Top en Noordin Din Moch Top (Kluang, Johor, Maleisië, 11 november 1968 - Solo, Indonesië, 17 september 2009) was een Maleisische moslimextremist; hij was een van de meest gezochte terroristen van Oost-Azië.
Top wordt beschouwd als een belangrijke voormalige bommenmaker en financier van Jemaah Islamiyah, een militante islamitische terroristische organisatie die de vestiging van een fundamentalistische islamitische theocratie in Zuidoost-Azië nastreeft. Hij zou Jemaah Islamiyah later hebben verlaten en een eigen splintergroep hebben opgericht. De FBI noemde Top een "explosievenexpert" en beschreef hem ook als een "leider, werver, bommenmaker en trainer van Jemaah Islamijah". Samen met Azahari Husin wordt Top verantwoordelijk gehouden voor de bomaanslagen op Bali in 2002, de bomaanslagen in de Indonesische hoofdstad Jakarta op het Marriott-Hotel (2003) en de Australische ambassade (2004), de bomaanslagen op Bali in 2005 en de bomaanslagen in Jakarta in 2009.
In augustus 2009 werd gemeld dat Top zou zijn omgekomen bij een Indonesische politieactie in de buurt van het dorp Temanggung (Midden-Java), waarbij meerdere personen omkwamen. Uit forensisch onderzoek bleek echter dat het gedode lichaam dat voor dat van Top was aangezien niet het zijne was.
Een maand later, op 17 september 2009 werd Top alsnog gedood bij een inval door een speciale eenheid van de politie in de Javaanse stad Solo.